# Groppo (torpilleur)
Pour les articles homonymes, voir Groppo (homonymie).
Le Groppo (fanion « GP ») était un torpilleur italien de la classe Ciclone lancé en 1942 pour la Marine royale italienne (en italien : Regia Marina).

## Construction et mise en service
Le Groppo est construit par le chantier naval Navalmeccanica de Castellammare di Stabia en Italie, et mis sur cale le 18 juin 1941. Il est lancé le 19 avril 1942 et est achevé et mis en service le 31 août 1942. Il est commissionné le même jour dans la Regia Marina.

## Histoire du service
Unité moderne de la classe Ciclone, conçue spécifiquement pour l'escorte des convois le long des routes périlleuses vers l'Afrique du Nord, le torpilleur Groppo est entré en service à l'été 1942 et a effectué de nombreuses missions d'escorte sur les routes entre l'Italie, la Libye et la Tunisie.
Vers 9h30 le 20 novembre 1942, le Groppo et un autre torpilleur, le Perseo, quittent Bizerte en escortant deux navires à moteur convertis en transports de troupes, le Puccini et le Viminale, qui rentrent en Italie. Un peu après 13h30 ce jour-là, le convoi est attaqué par quatre chasseurs-bombardiers américains. Les avions mitraillent les navires italiens, tuant un homme et en blessant six autres sur le Viminale, mais sans causer de dommages importants..
Le 25 novembre, le Groppo repère et bombarde avec ses grenades sous-marines le sous-marin britannique HMS Utmost (N19), qui rentre à Malte après une mission : l'unité britannique, touchée, coule avec tout l'équipage à la position géographique de 38° 31′ N, 12° 01′ E, à environ quarante milles à l'est/nord-est du Capo San Vito Siculo,.

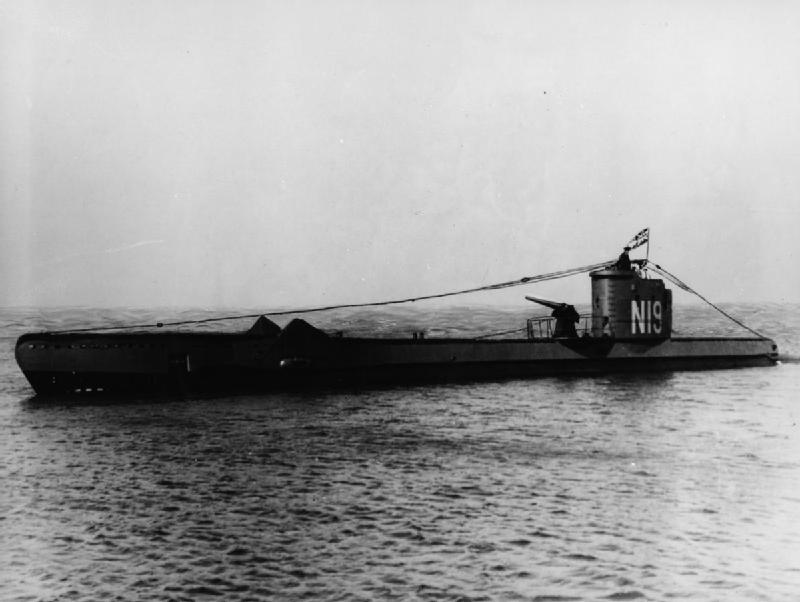
Le sous-marin britannique Utmost, coulé par le Groppo le 25 novembre 1942

A 14h30 du 30 novembre, le Groppo appareille de Naples pour escorter en Tunisie le convoi "B" (paquebots Arlesiana, Achille Lauro, Campania, Menes et Lisboa) avec les torpilleurs Sirio, Orione et Pallade. A l'escorte s'ajoutent ensuite le torpilleur Uragano (à 17h10 du 1er décembre) et la Xe escadre de destroyers (Maestrale, Grecale et Ascari, ajoutés à 19h35 du même jour), mais le convoi est tout de même envoyé à la rencontre de la Force Q britannique (croiseurs légers Aurora, Sirius et Argonaut, du destroyer australien Quiberon et du destroyer britannique Quentin), qui ensuite, dans la nuit du 2 décembre, intercepte et détruit le convoi "H" (Bataille du banc de Skerki).
Le 15 janvier 1943, le Groppo et les torpilleurs Uragano et Clio escortent le paquebot Emma, lorsque celui-ci a été torpillé par le sous-marin britannique HMS Splendid (P228) et a coulé à la position géographique de 40° 25′ N, 13° 56′ E.
Le 4 mai 1943, le Groppo et un autre torpilleur, le Calliope, quittent Naples pour escorter vers Tunis le vapeur Sant'Antonio. C'est l'avant-dernier convoi à partir pour la Tunisie. Cependant, les trois navires retournent en Italie sans atteindre leur destination (Tunis est occupée par les troupes alliées le 7 mai 1943).
Le 25 mai de la même année, le torpilleur Groppo est amarré à Messine lorsque la ville est dévastée par 100 bombardiers des 9e et 12e USAAF (United States Army Air Forces): les deux cibles (port, navires et gare de triage) et la ville sont touchées, avec de nombreuses victimes civiles. Parmi les navires touchés, il y a aussi le Groppo, qui coule dans les eaux du port.
L'épave du Groppo gît toujours au fond de la mer.

### Commandants
- Lieutenant de vaisseau (Tenente di vascello) Beniamino Farina (né à Rome le 14 juillet 1910) (13 septembre 1942 - 5 avril 1943)
- Capitaine de frégate (Capitano di fregata) Ernesto Forza (né à Rome le 21 août 1900) (avril-mai 1943)